# Carl Saenger
Carl Friedrich August Saenger (* 5. April 1860 in Schneidemühl; † 13. November 1901 in Frankfurt am Main) war ein deutscher Theologe und Politiker.

## Leben
Als Sohn eines Kämmerers geboren, studierte Saenger nach dem Besuch des Gymnasiums in Schneidemühl Philologie und später Evangelische Theologie in Leipzig. Während seines Studiums wurde er 1881 Mitglied der Burschenschaft Normannia Leipzig. Nachdem er sein Theologiestudium angeschlossen hatte, war er als Pfarrer in Offenbach am Main tätig, dann ab 1884 als Prediger der deutschkatholischen, freireligiösen Gemeinde Frankfurt am Main. Er war unter anderem Mitgründer der Gesellschaft für ethische Kultur und 1894 der Freien Bibliothek und Lesehalle in Frankfurt am Main.
Von 1899 bis 1901 war er für die Demokratisch-Freisinnigen Abgeordneter im Wahlkreis Wiesbaden 11 für das Preußische Abgeordnetenhaus. Ab 1900 war er  Frankfurter Stadtverordneter der Freisinnigen Volkspartei, in deren engerem Ausschuss er Zweiter Vorsitzender war. Er war auch als Mitarbeiter der Frankfurter Zeitung tätig und Mitgründer und Mitherausgeber der Zeitschrift Das freie Wort. Frankfurter (Halb-)Monatsschrift für Fortschritt auf allen Gebieten des geistigen Lebens.